# Fekete Lovag
A Fekete Lovag a Monty Python brit humoristacsoport által kitalált karakter a Gyalog galopp című filmben. A lovagot John Cleese, illetve egy féllábú kovács játszotta.

## A párviadal
A lovag a film első harmadában tűnik fel, amikor kézitusában legyőzi a Terry Gilliam által alakított Zöld Lovagot. Artúr király, aki szemtanúja volt a csatának, felajánlja a lovagnak, hogy csatlakozzon hozzá. A lovag nem válaszol, így Artúr úgy dönt, továbbmegy. A Fekete Lovag közli vele, hogy az általa őrzött aprócska hídon nem mehet át. „Ha addig élek is, a hídon átmegyek”, mondja Artúr, amit a lovag így fogad: „Márpedig csak addig élsz!”.
A király és a lovag összecsap. A tusakodásban a király először a lovag bal kezét vágja le, de az, karcolásnak nevezve sérülést, folytatja a harcot. Ezután Artúr levágja a lovag másik kezét, de az nem törődik a sebbel, és rugdosni kezdi a királyt, majd gyávának nevezi őt. Artúr lecsapja ellenfele jobb lábát is, majd mivel az nem adja fel a küzdelmet, a balt is. A torzó ekkor azt mondja a királynak: „Jó, kiegyezek veled döntetlenben.” Amikor a király nem válaszol neki, és szolgájával elmegy, a Fekete Lovag dühösen kiabál, gyávának nevezi, és azzal fenyegeti, hogy mindkét lábát tőből leharapja.
A Fekete Lovag karakterét egy történet inspirálta, amelyet John Cleese hallott két római birkózóról iskolás korában. A két birkózó annyira kifáradt a mérkőzés végére, hogy már csak támaszkodni tudtak egymásnak. Amikor az egyik már nem bírta tovább, és feladta a küzdelmet, kiderült, ellenfele addigra már meghalt, így posztumusz győzedelmeskedett.
Cleese egy DVD-kommentárban elmondta, hogy a jelenet szívtelenségét és szadizmusát azzal enyhítették, hogy a Fekete Lovag nem érez fájdalmat szörnyű sérülései ellenére. Ezt a célt szolgálta az is, hogy Artúr számos alkalommal dicséri a lovag kitartását és rettenthetetlen bátorságát, illetve a szarkazmus, amikor a király a kezek nélkül rárontó, fenyegetőző lovagtól megkérdezi, hogyan akar végezni vele: „Bele akarsz a véredbe fojtani?”
Érdekesség, hogy a Fekete Lovagot lába elvesztéséig John Cleese alakította, majd helyét átvette egy Richard Burton nevű, a forgatás közelében lakó kovács, aki valóban féllábú volt. A cserére azért volt szükség, mert Cleese nem tudott jól egyensúlyozni egy lábon. A színész akkor bújt ismét a lovag páncéljába, amikor a vitézből már csak torzó maradt.

## Fordítás
- Ez a szócikk részben vagy egészben  a   Black Knight (Monty Python) című angol Wikipédia-szócikk ezen változatának fordításán alapul.  Az eredeti cikk szerkesztőit annak laptörténete sorolja fel. Ez a jelzés csupán a megfogalmazás eredetét és a szerzői jogokat jelzi, nem szolgál a cikkben szereplő információk forrásmegjelöléseként.

## Filmen
- Artúr és a Fekete Lovag csatája angolul
- Artúr és a Fekete Lovag csatája magyarul